# 友松諦道
友松諦道（ともまつ あきみち・たいどう、1919年11月20日 - 2001年1月28日）は、日本の僧侶・幼児教育者。

## 人物・来歴
友松円諦の長男として東京に生まれる。1942年慶応義塾大学文学部卒。神田寺住職。東京神田寺幼稚園園長。真理学園理事長。
1987年に藍綬褒章、1994年に勲四等瑞宝章を受章。2001年1月28日、心不全のため死去。

## 著書
- 『愚子の旅 迷いの道にさとりを求めて』同文書院, 1981.2
- 『地に悩める釈迦 仏教聖典』すずき出版, 1984.10

### 共編著
- 『仏教聖典 少年少女版』友松あきみち著, 木津光史編著, 斎藤三郎 絵. 真理運動本部, 1950
- 『言語の訓練とテスト (幼稚園から一年生へ)』幼少年教育研究所 企画, 監修. 鈴木出版, 1965.7
- 『幼稚園事典』辰見敏夫,角尾稔共編. 千葉出版, 1966
- 『仏教聖典 青年版』編著. 真理運動本部, 1966.5
- 『人の生をうくるは難く 友松円諦小伝』山本幸世共編. 真理運動本部, 1975
- 『幼児教育概論』辰見敏夫共編. 同文書院, 1978.2
- 『言語のコース 幼稚園用 1-3 改訂版』 (知能のワーク) 幼少年教育研究所 企画, 友松監修. すずき出版, 1980
- 『生活のコース 幼稚園用 1-3 改訂版』 (知能のワーク) 幼少年教育研究所 企画, 友松監修. すずき出版, 1980
- 『就学前教育運営実例事典』友松諦道 [ほか]編著. チャイルド本社, 1983.11
- 『開山六百年略史 神田寺』編著. 神田寺, 1984.9
- 『戦後私立幼稚園史』 (チャイルド教育選書) 編著. チャイルド本社, 1985.6
- 『たいようとがちょう』 (ジャータカえほん) 友松あきみちぶん, 初山滋 え. 鈴木学術財団, [199-]
- 『だいくのいのしし』 (ジャータカえほん) センバ太郎 え, 友松あきみちぶん. 鈴木学術財団, [19--]
- 『保育内容・人間関係』 (新保育内容シリーズ) 編著,石渡敬一,渡辺真澄,田中泰行,松村和子,間藤侑,中西雄俊,松村正幸著. 建帛社, 1990.4
- 『保育運動と保育団体論 (戦後保育50年史 証言と未来予測 第5巻)佐藤利清,村山祐一共編著. 栄光教育文化研究所, 1997.5
- 『保育制度改革構想 (戦後保育50年史 証言と未来予測 第4巻) 池田祥子共編著. 栄光教育文化研究所, 1997.5
- 『えものがたりおしゃかさま 佛教聖典(児童版) 復刻版』木津光史共編著. 真理舎, 2002.1